# Sandra Sánchez Jaime
Sandra Sánchez Jaime (Talavera de la Reina, 16 de setembre de 1981) és una karateka espanyola, considerada la millor karateka de la història en la categoria de kata femení després de romandre durant tres anys seguits com a líder del rànquing mundial. Al novembre del 2018 va guanyar el campionat mundial de kata femení. També ha estat campiona d'Europa en cinc ocasions (2015, 2016, 2017, 2018 i 2019). El 2017 va rebre el Premi Nacional de l'Esport d'Espanya.

## Trajectòria
Amb 4 anys, els seus pares la van portar a classes de ball mentre que al seu germà Paco el van apuntar a karate. No obstant això, ella volia practicar el mateix esport que el seu germà i, finalment, ho va aconseguir. És llicenciada en Ciències de l'Esport (INEF) per la Universitat Politècnica de Madrid. Tenir cura de la seva mare la va allunyar de poder entrenar en un Centre d'Alt Rendiment (CAR).
Va viure a Austràlia on no va deixar de fer classes de karate. Va tornar a Espanya i gràcies al seu entrenador, Jesús del Moral, va trobar el suport necessari per fer el salt definitiu. A Abu Dhabi, el club A l'Ahli de Dubai es va fixar en ella i la van fitxar com a entrenadora i perquè competís pel seu club. Va viure allà durant dos anys, aconseguint dos campionats d'Europa.
Sánchez va fer història el 2015 a l'ésser la primera karateka espanyola en la modalitat de katas que aconseguia alçar-se amb el primer lloc de la Lliga Mundial de Karate. Amb aquests mèrits, se li van obrir les portes de la selecció espanyola, que li havien tancat per "ser massa gran". Resideix al CAR de Madrid i està recolzada per la Federació Espanyola de Karate.
El 2018 va ser reconeguda per la Federació Mundial de Karate com la millor karateka de la història en la categoria de kata femení després de romandre durant tres anys seguits com a líder del ranking. Al novembre va obtenir el seu primer títol mundial a Madrid.

## Palmarès
Entre els seus assoliments esportius destaquen: ser número 1 del món en la modalitat de katas els anys 2.015, 2.016, 2.017, 2.018 i 2019, Campiona d'Espanya: 2017 Albacete, 2016 Guadalajara, 2015 Guadalajara; campiona d'Europa en 2.015, 2.016 i 2017. El 2015 va ser també campiona dels Jocs Europeus de Bakú i campiona del VI Campionat Iberoamericà a Managua, Nicaragua. El 2016 va ser bronze en el Campionat del Món de Linz (Àustria). Per tercer any consecutiu, el 2017 va ser medalla d'or en el Campionat Europeu de Kocaeli (Turquia), títol que va revalidar l'any següent: al novembre de 2018 va aconseguir el campionat del Món de katas a Madrid.

## Premis i reconeixements
- 2015 Premi Esports SER Talavera.[28]
- 2015 Medalla al Mèrit Esportiu del Comitè Olímpic Espanyol.[29]
- 2017 Medalla al Mèrit Esportiu de Castella-la Manxa.[30]
- 2017 Premis Ciutat de Talavera.[31]
- 2017 Premi Nacional d'Esport.[32]
- 2018 Premi de l'Associació Espanyola de Premsa Esportiva (AEPD).[33]
- 2018 Medalla d'Or de Castella-la Manxa.[34]
- 2018 Millor karateca de la història en la categoria de kata femení en el rànquing "All time" de la Federació Mundial de Karate (WKF).[7]
- 2018 Nomenada Filla Predilecta de la Ciutat de Talavera de la Reina.[35]
- 2018 Premi anual del Comitè Olímpic Espanyol (COE).[36]
- 2018 Premi Admiral a la millor esportista 2018 (dona el seu primer premi econòmic).[37]
- 2019 Premi Història de l'Esport Espanyol en els II Premis Admiral a l'Esport Espanyol.[38]
- 2019 Millor esportista de l'any per EFE (ad equo amb Rafael Nadal).[39]
- 2020 Entrada al  Llibre Guinness dels Rècords  com la persona karateka amb més medalles del món: 35 medalles, des del 10 de gener de 2014 al 28 de febrer de 2020.[40]